# Gesonia
Gesonia is een geslacht van vlinders van de familie spinneruilen (Erebidae), uit de onderfamilie Calpinae.

## Soorten
- G. dinawa Bethune-Baker, 1906
- G. elongalis (Viette, 1954)
- G. fallax Butler, 1879
- G. gemma Swinhoe, 1885
- G. grisea Wileman & West, 1928
- G. holochrysa Meyrick, 1902
- G. inscitia (Swinhoe, 1885)
- G. irrorata Bethune-Baker, 1908
- G. mesoscota Hampson, 1904
- G. nigripalpa Wiltshire, 1977
- G. obeditalis Walker, 1859
- G. plumipars Hampson, 1891
- G. silvestralis Viette, 1956
- G. stictigramma Hampson, 1926
- G. thermesina Hampson, 1926